# Brad Warner
Brad Warner (Hamilton, 5 de março de 1964) é um monge budista, autor, blogueiro e baixista americano.

## Biografia
Brad Warner nasceu em Hamilton, Ohio, em 1964. Warner cresceu nos arredores de Akron, Ohio, e mais tarde ingressou na Universidade de Kent. Ainda era um adolescente quando se interessou pela música dos anos 60 e por hardcore punk. Foi nessa época que um de seus amigos o levou a um show da banda Zero Defex. Ao saber que a banda estava a procura de um baixista, Warner decidiu tentar ingressar na banda e acabou sendo selecionado. Ainda jovem começou a praticar zen-budismo com seu então professor, Tim McCarthy. Warner mais tarde estudou com Gyomay Kubose.
Brad também fez parte da banda Dimentia 13. Depois do fracasso comercial dos álbuns da Dimentia 13, Warner conseguiu emprego no Japão através do programa JET, e mais tarde, em 1994, na Tsuburaya Produções que produzia Ultraman. Warner interpretava o papel de diferentes estrangeiros nos programas da Tsubaraya. No japão ele conheceu e recebeu treinamento de Gudo Wafu Nishijima, por quem mais tarde recebeu ordenação.
Ele aceitou escrever artigos para o site SuicideGirls.
Em 2007 ele dirigiu o documentário Cleveland’s Screaming, que retrata o cenário punk em Akron e Cleveland nos anos 80.
Também em 2007, Gudo Wafu Nishijima nomeou Warner como líder da Dogen Sangha International fundada por Nishijima. Warner encerrou a organização em Abril de 2012.
Em 2008 Warner foi demitido da empresa japonesa na qual trabalhava e desde Janeiro de 2009 trabalha por conta própria.
Em 2012, Warner mudou-se para a California e começou a Dogen Sangha em Los Angeles.
Em 2013, Pirooz Kalayeh dirigiu um filme sobre Warner chamado Brad Warner's Hardcore Zen O filme estreou no dia 5 de outubro de 2013 em Amesterdão no Festival Budista Europeu.

### Ficção
- Warner, Brad (2013). Gill Women of the Prehistoric Planet. [S.l.]: CreateSpace. ISBN 9781482712155ISBN 9781482712155.
- Warner, Brad (2011). Death To All Monsters!. [S.l.]: Hardcore Zen Books. ISBN 9781257647248ISBN 9781257647248.

### Não ficção
- Warner, Brad (2016). Don't Be a Jerk: And Other Practical Advice from Dogen, Japan's Greatest Zen Master. [S.l.]: New World Library. ISBN 9781608683888ISBN 9781608683888.
- Warner, Brad (2013). There Is No God and He Is Always With You: A Search for God in Odd Places. [S.l.]: New World Library. ISBN 9781608681839ISBN 9781608681839.
- Warner, Brad (2012). Hardcore Zen Strikes Again!. [S.l.]: Cooperative Press. ISBN 9781937513078ISBN 9781937513078.
- Nishijima, Gudo Wafu; Brad Warner (2011). Fundamental Wisdom of the Middle Way: Nagarjuna's Mulamadhyamakakarika. [S.l.]: Monkfish Book Publishing. ISBN 0-9833589-0-7ISBN 0-9833589-0-7.
- Warner, Brad (2010). Sex, Sin, and Zen: A Buddhist Exploration of Sex from Celibacy to Polyamory and Everything in Between. [S.l.]: New World Library. ISBN 978-1-57731-910-8ISBN 978-1-57731-910-8.
- Warner, Brad (2009). Zen Wrapped in Karma Dipped in Chocolate: A Trip Through Death, Sex, Divorce, and Spiritual Celebrity in Search of the True Dharma. [S.l.]: New World Library. ISBN 1-57731-654-1ISBN 1-57731-654-1.
- Warner, Brad (2007). Sit Down and Shut Up: Punk Rock Commentaries on Buddha, God, Truth, Sex, Death, and Dogen's Treasury of the Right Dharma Eye. [S.l.]: New World Library. ISBN 1-57731-559-6ISBN 1-57731-559-6.
- Warner, Brad (2003). Hardcore Zen: Punk Rock, Monster Movies & the Truth About Reality. [S.l.]: Wisdom Publications. ISBN 0-86171-380-XISBN 0-86171-380-X.

## Discografia
Compilações
- The New Hope. [S.l.]: New Hope Records. 1983New Hope Records. 1983.
- International P.E.A.C.E. Benefit Compilation (double LP). [S.l.]: R Radical Records. 1984R Radical Records. 1984.
- Midnight X-Mess #2 LP. [S.l.]: Midnight Records. 1986Midnight Records. 1986.
- Midnight X-Mess #3 LP. [S.l.]: Midnight Records. 1987Midnight Records. 1987.

Dimentia 13
- Dimentia 13. [S.l.]: Midnight Records. 1985Midnight Records. 1985.
- Mirror Mind. [S.l.]: Midnight Records. 1987Midnight Records. 1987.
- Disturb the Air. [S.l.]: Midnight Records. 1989Midnight Records. 1989.
- T.V. Screen Head. [S.l.]: Midnight Records. 1990Midnight Records. 1990.
- Flat Earth Society. [S.l.]: Midnight Records. 1991Midnight Records. 1991.

Como convidado
- Twink and Plasticland (1989). You Need a Fairy Godmother. [S.l.]: Midnight RecordsMidnight Records.

0DFx
- drop the A-bomb. [S.l.]: Get Revenge Records. 2007Get Revenge Records. 2007.  (1982  reedição do demo)
- Discography. [S.l.]: Get Revenge Records. 2007Get Revenge Records. 2007.  (1982 demo e 1983  reedição, 2 CDs)
- War Hero. [S.l.]: Get Revenge Records. 2007Get Revenge Records. 2007.  (1983  reedição)
- Zero Defex. [S.l.]: 0DFx Records. 2008